# The Regatta
The Regatta est un ensemble de gratte-ciel résidentiels construit à Jakarta en Indonésie.
L'architecte est la société britannique Atkins.
Le promoteur ('developper') est la société Badan Kerjasama Mutiara Buana (BKMB) 
Les 7 immeubles de l'ensemble qui comportent chacun 92 logements sont les suivants ;
- Dubai Tower ; 107 m de hauteur, 24 étages, 2009 	
- Monte Carlo Tower ; 107 m de hauteur, 24 étages, 2009
- Rio De Janeiro Tower ; 107 m de hauteur, 24 étages, 2009
- Miami Tower ; 107 m de hauteur, 24 étages, 2009
- London Tower ; 98 m de hauteur, 24 étages, 2017
- New York Tower ; 98 m de hauteur, 24 étages, 2017
- Shanghai Tower ;  98 m de hauteur, 24 étages, 2017

Il y a également 4 immeubles en projet ;
- Regatta Hotel, 163 m de hauteur, 40 étages
- Sydney Tower ; 98 m de hauteur, 24 étages
- Tokyo Tower ; 98 m de hauteur, 24 étages
- Acapulco Tower : 98 m de hauteur, 24 étages
Tous les immeubles sont identiques à l'exception du Regatta Hotel. Ils symbolisent des navires de grande taille naviguant autour du phare représenté par le Regatta Hotel, d'ou le nom de « regatta  », (régate en français). Chaque immeuble de logements est nommé d'après un port dans le monde et chacun est orienté vers le point cardinal de ce port.